# Favus
Favus is een geslacht van kreeftachtigen uit de klasse van de Malacostraca (hogere kreeftachtigen).

## Soort
- Favus granulatus Lanchester, 1900